# Kanton Reims-7
Der Kanton Reims-7 ist seit 1973 ein französischer Wahlkreis im Arrondissement Reims im Département Marne in der Region Grand Est;.

## Gemeinden
Der Kanton besteht aus einem Teil der Stadt Reims mit insgesamt 28.551 Einwohnern (Stand: 2022). Bis zur landesweiten Neuordnung der französischen Kantone im März 2015 gehörten zum Kanton Reims-7 die fünf Gemeinden Cormontreuil, Reims, Saint-Léonard, Taissy und Trois-Puits. Er besaß vor 2015 einen anderen INSEE-Code als heute, nämlich 5140.